# Gorges de Kakouetta
Les gorges de Kakouetta sont situées sur le territoire de la commune de Sainte-Engrâce dans les Pyrénées basques, en province de Haute-Soule dans le département des Pyrénées-Atlantiques et la région Nouvelle-Aquitaine.

## Géographie

### Topographie
D'une longueur d'un peu moins de quatre kilomètres, elles ont été aménagées sur un kilomètre et demi pour faciliter l'accès au public. La visite ne pouvait se faire qu'aux basses eaux, généralement du 1er juillet à fin septembre.
Leur profondeur atteint trente à trois cent cinquante mètres. À certains endroits comme le Grand Étroit, quelques mètres seulement séparent les deux versants de la faille. Une cascade de vingt mètres et une grotte se trouvent à la fin du parcours.

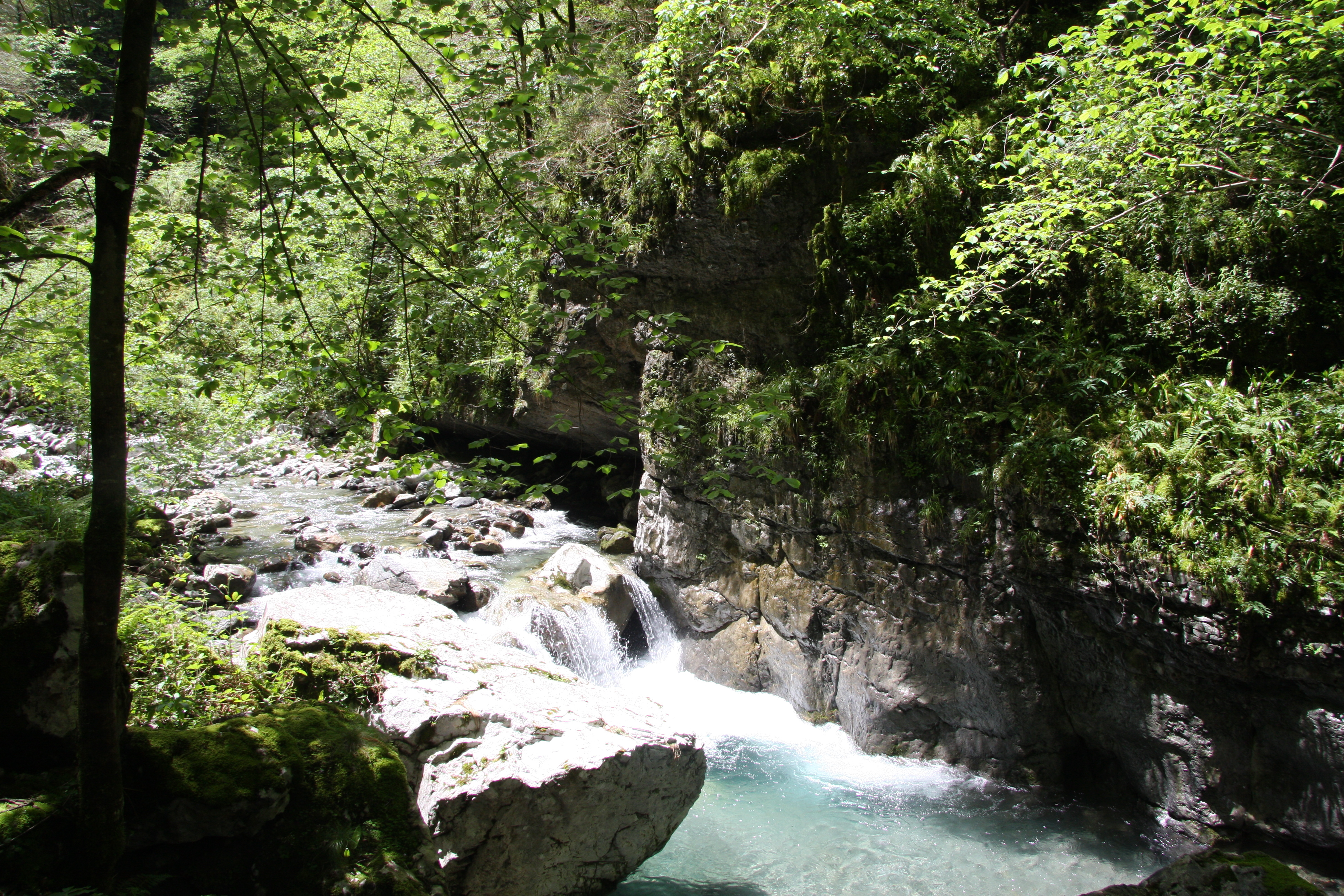
La rivière.
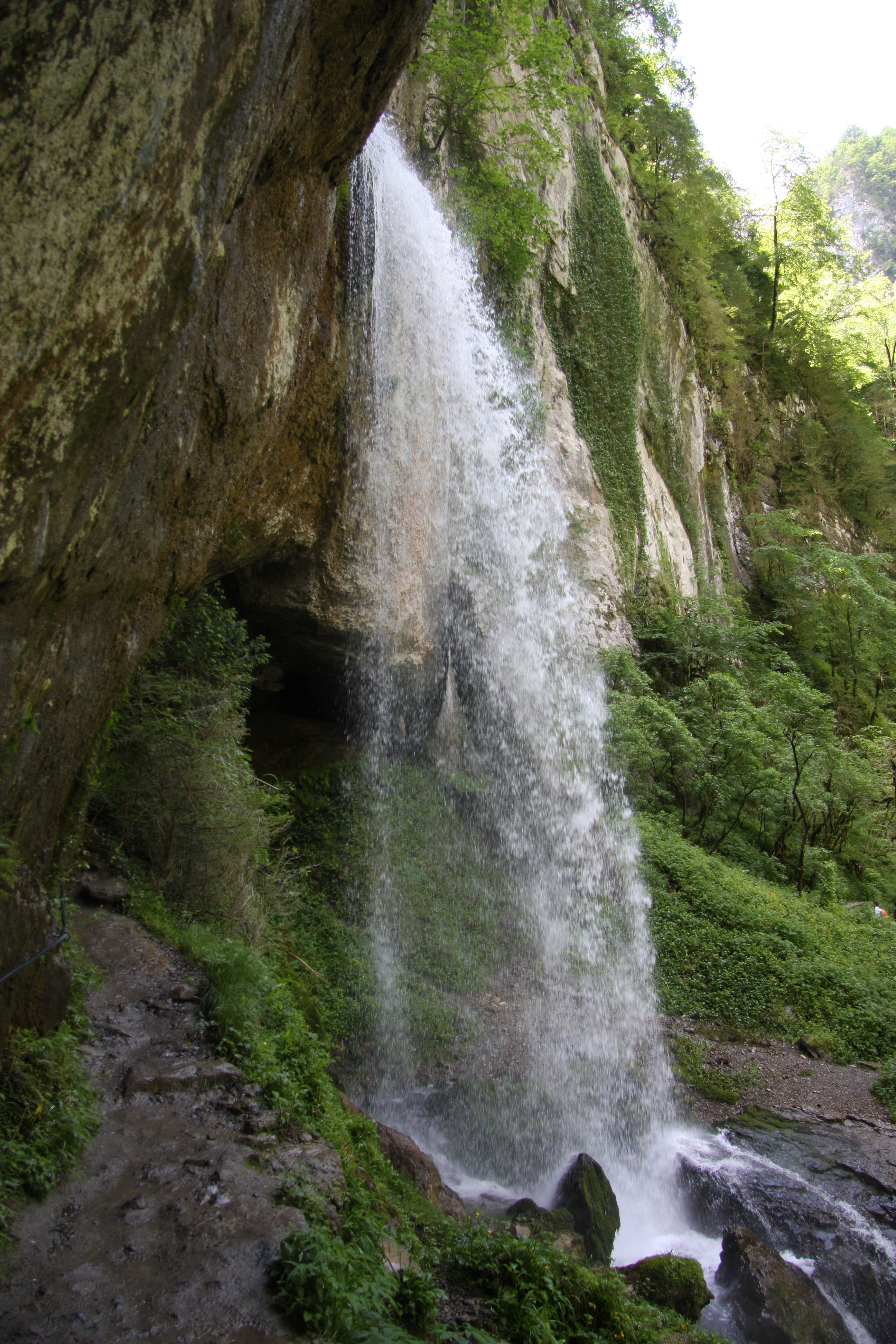
La cascade.
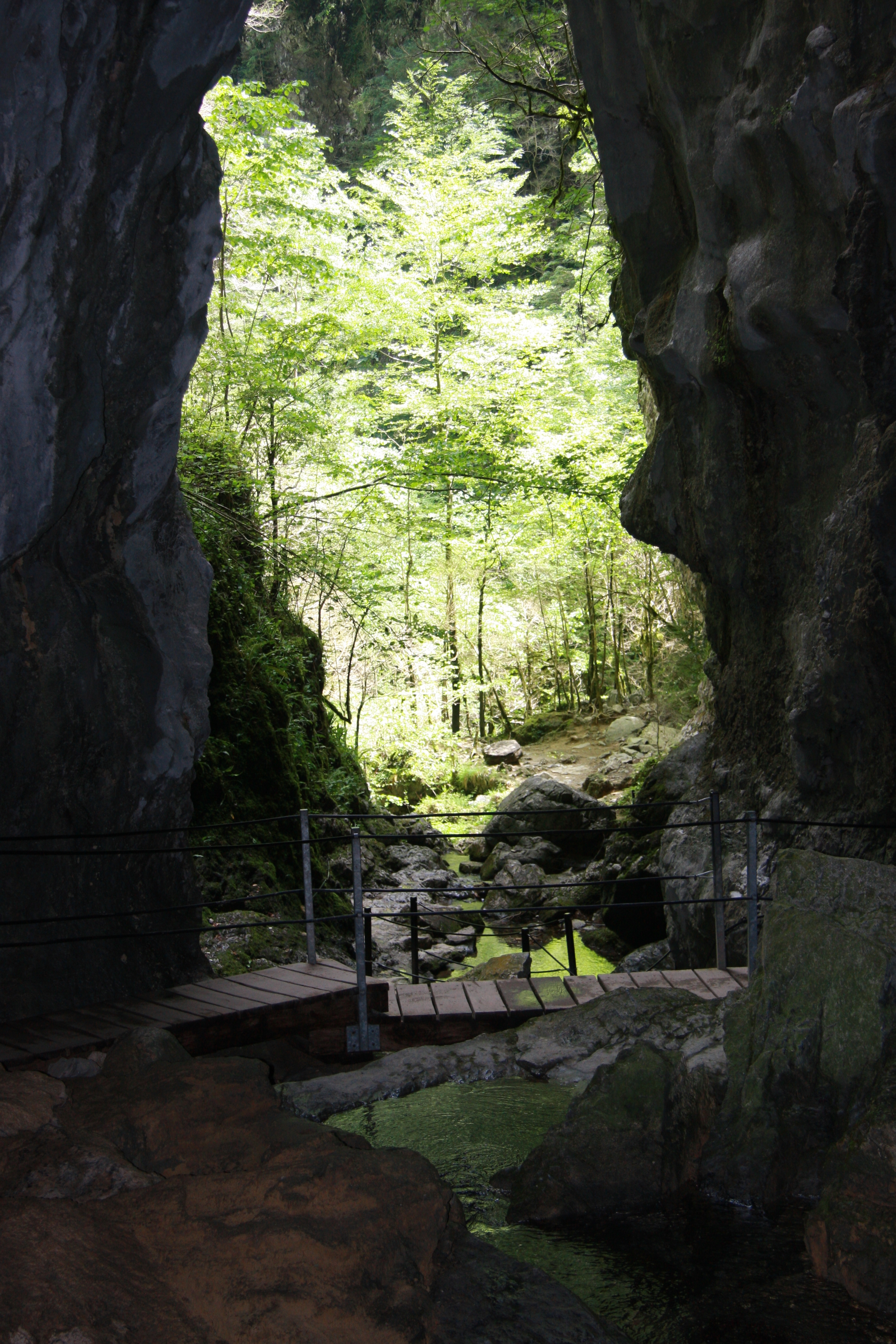
La grotte.

### Hydrographie
Le ruisseau des gorges de Kakouetta possède les affluents suivants :
- l'Achourako erreka
- l'Althagnétako erreka
- le Larrégorriko erreka
- le ruisseau de Sombiague

### Écosystème
Dans les gorges, les mousses, lichens et fougères sont si abondantes qu'elles ont favorisé un microclimat presque tropical.

## Histoire
C'est Édouard-Alfred Martel qui fut en 1906 le premier à les explorer.

## Accès
Les gorges sont fermées à la visite depuis un accident mortel survenu en août 2020.

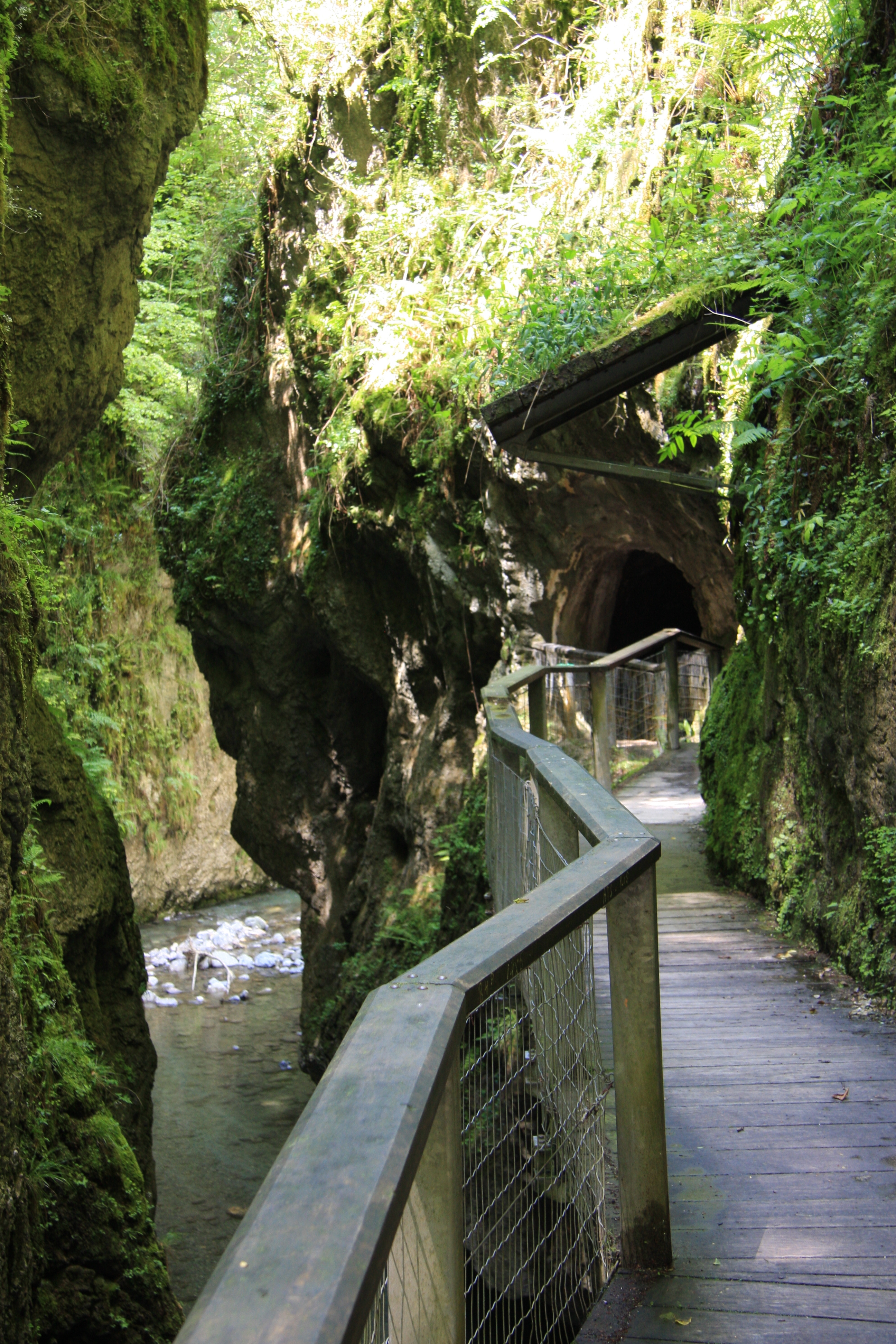
L'aménagement des gorges.
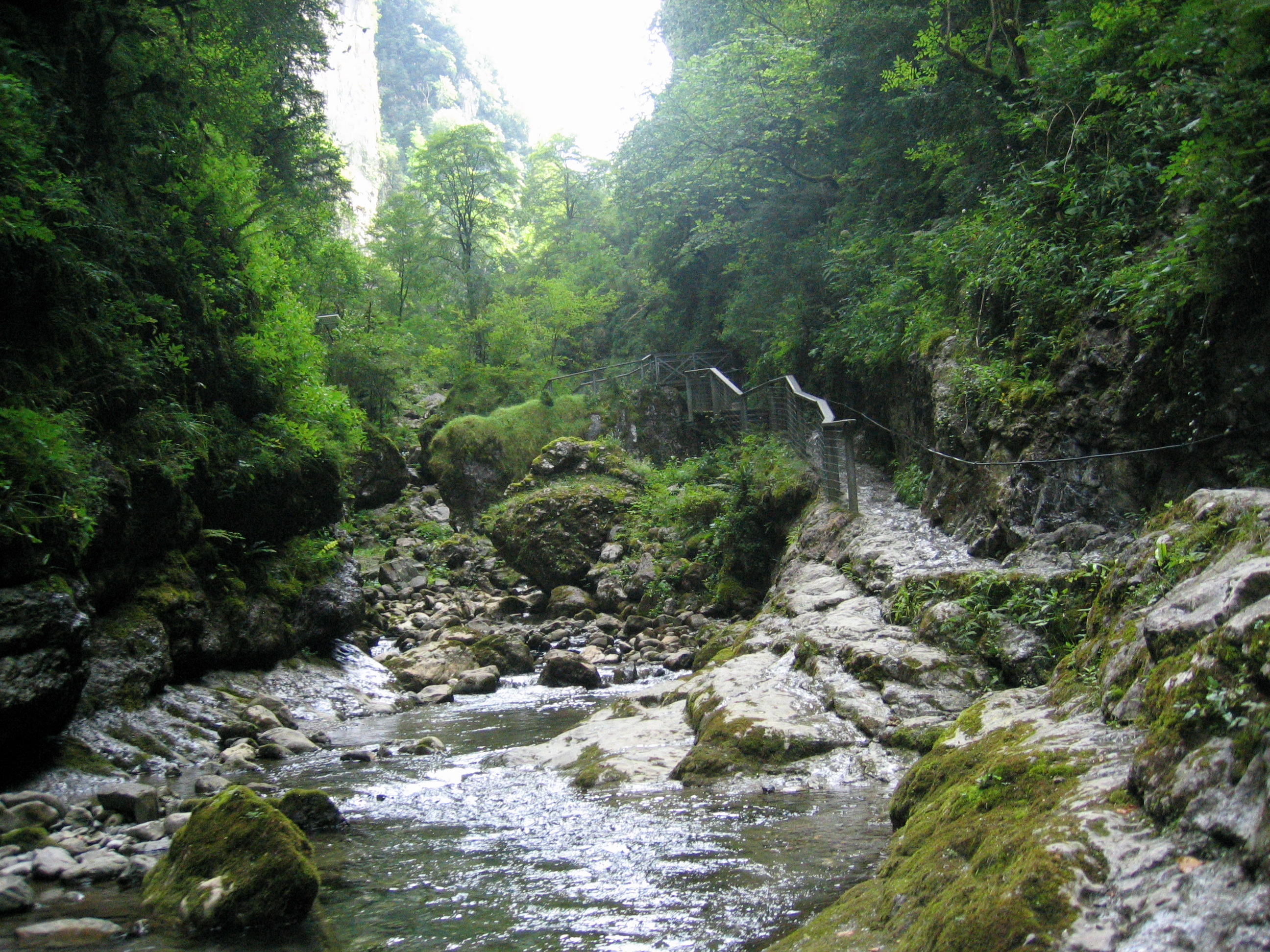
Aménagement des passages étroits.